# Paul Ilyinsky
Paul Ilyinsky, nato principe Pavel Dimitrievič Romanovskij-Il'inskij (Londra, 27 gennaio 1928 – Palm Beach, 10 febbraio 2004), è stato un politico statunitense, sindaco di Palm Beach per tre mandati. Unico figlio del granduca Dmitrij Pavlovič di Russia e della moglie morganatica, l'ereditiera di Cincinnati Audrey Emery, era bisnipote dello zar Alessandro II di Russia e lontano cugino di Nicola II.

## Biografia

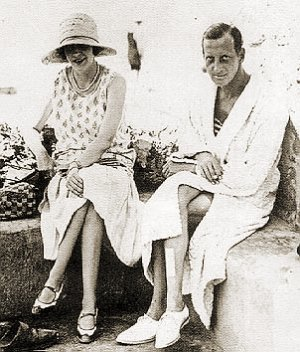
I genitori di Paul: il granduca Dmitrij Pavlovič di Russia e Audrey Emery, creata principessa Romanovskaja-Il'inskaja

Il principe Paul nacque nell'ambasciata statunitense a Londra nel 1928.
Come diretto risultato del suo coinvolgimento nell'assassinio di Rasputin nel 1916, il granduca Dmitrij, padre di Paul, venne mandato sul fronte persiano e questo, in ultima istanza, gli salvò la vita; molti dei suoi parenti infatti vennero uccisi dai bolscevichi. Dmitrij, in esilio, lavorò come rappresentante di champagne e, nel 1926, sposò Audrey Emery.
Il granduca Kirill Vladimirovič Romanov, cugino di suo padre e autoproclamatosi imperatore di Russia in esilio, elevò la moglie del granduca Dmitrij ed i suoi discendenti al rango principesco russo di knyaz, un rango della nobiltà e non dinastico. Ogni figlio della coppia avrebbe quindi avuto il cognome Romanovskij-Il'inskij: la seconda parte del cognome deriva dalla tenuta che Dmitrij possedeva in Russia, Il'inskoe.
Il matrimonio dei suoi genitori si concluse con il divorzio nel 1937 e Paul venne quindi cresciuto da sua madre, che in quel periodo si stabilì in Francia. Quello stesso anno, Audrey Emery sposò il suo secondo marito, il principe Dmitrij Djordjadze, membro di una famiglia principesca georgiana; anche questa volta sua madre divorziò. Il granduca Dmitrij Pavlovič, il quale aveva sempre goduto di salute piuttosto fragile, negli anni 1930 vide peggiorare la sua tubercolosi cronica e, nel 1942, ne morì.
Ilyinsky, che era un cittadino statunitense, frequentò la Woodberry Forest School in Virginia ed in seguito la Reale accademia militare di Sandhurst, in Inghilterra, prima di entrare nel corpo dei marines. Si distinse nel proprio servizio militare, in particolare come soldato fotografo durante la guerra di Corea e quando si ritirò aveva raggiunto il grado di luogotenente colonnello. Nel 1953 si laureò all'Università della Virginia.
Paul visse a Cincinnati per circa vent'anni, lavorando nel consiglio d'amministrazione della società fondata dalla famiglia di sua madre, la Emery Industries, ed inoltre continuò la sua attività di fotografo ed autore di libri. Nel 1980 ritornò in Florida, a Palm Beach, dove aveva vissuto prima di trasferirsi a Cincinnati; qui fu parte per dieci anni del consiglio comunale e venne eletto sindaco per tre mandati, ma nel 1999 rassegnò le proprie dimissioni per motivi di salute. Ilyinsky venne nominato il primo Distinto Cittadino di Palm Beach per il suo notevole impegno alla causa dei Boy Scouts of America della contea di Palm Beach. Mentre si trovava a Cincinnati ricevette inoltre il Premio Castoro d'Argento, una delle onorificenze dei Boy Scout americani per premiare il servizio prestato alla gioventù.
Dopo la caduta dell'Unione Sovietica, avvenuta nei primi anni 1990, Leningrado ritornò al suo nome originale di San Pietroburgo ed una delegazione privata russa visitò Ilyinsky mentre egli era membro del consiglio comunale di Palm Beach per chiedergli di ritornare in Russia e salire sul trono degli zar. Egli rispose però: «Signori, non potrei essere più compiaciuto e lusingato dal vostro invito, ma devo dirvi che io sono completamente soddisfatto dalla mia attuale occupazione».
Nel febbraio 2004 Ilyinsky morì nella sua casa di Palm Beach.

## Titoli nobiliari ed eredità
Secondo alcuni Paul Ilyinsky è divenuto per nascita principe e duca di Schleswig e Holstein-Gottorp; in quanto tale il suo trattamento era quello di Altezza Serenissima ed i suoi titoli nobiliari, che peraltro non utilizzò mai, includevano quelli di Erede di Norvegia, Duca di Schleswig, Holstein, Stormarn e Dithmarschen, così come Duca e Conte di Oldenburg e Delmenhorst.
In ogni caso, per quanto riguarda l'Holstein, alcuni giuristi dinastici tedeschi concordano sul fatto che la legge principesca tedesca (la Privatfürstenrecht) continua ad essere applicata ai matrimoni delle famiglie regnanti. Dove la legge dinastica o gli usi di una casa regnante tacciono sui requisiti di eguaglianza, si applica la Privatfürstenrecht; di conseguenza i matrimoni contratti con persone comuni devono essere considerati non dinastici per tutte le famiglie non mediatizzate del precedente Sacro Romano Impero. Tra le dinastie tedesche non esiste alcuna consuetudine che permetta ai discendenti agnatici morganatici di utilizzare titoli dinastici, a meno che non venga data specifica autorizzazione; tale concessione non risulta che sia stata fornita al ramo dei Romanovskij-Il'inskij, né tantomeno questa famiglia ha mai avanzato pubblicamente delle pretese sui titoli dinastici. Per quanto riguarda il titolo ducale dello Schleswig, questo venne originariamente creato dalla Danimarca, che non riconosceva il diritto del ramo dei Gottorp sullo Schleswig dopo che nel 1721, con il trattato di Frederiksborg (di cui il duca di Holstein-Gottorp non era un firmatario), venne ratificato la conquista danese del ducato. Ilyinsky d'altronde non utilizzò né pretese mai il titolo di Duca di Schleswig, benché il suo predecessore Nicola II di Russia lo fece certamente.
Paul mantenne invece sempre la cittadinanza statunitense e britannica.
Alla morte del granduca Vladimir Kirillovič di Russia, nel 1992, Paul Ilyinsky divenne Capo della Casa di Holstein-Gottorp (de jure Duca di Holstein-Gottorp), che, secondo il Patto di Successione di Norrköping del 1604, detiene i diritti di successione al trono svedese così come su quello del Granducato di Finlandia (come dalla Costituzione del granducato del 1772 e dal Giuramento di Fealty del 1809), ereditato attraverso la sua antenata Edvige Sofia di Svezia, duchessa di Holstein-Gottorp, sorella maggiore di Carlo XII di Svezia, morto senza discendenti diretti.

## Discendenza
Paul si sposò in prime nozze con Mary Evelin Prince, ad Honolulu (Hawaii) il 29 luglio 1949; il matrimonio venne annullato nel 1951 e non ebbero figli.
Dal suo secondo matrimonio, con Angelica Philippa Kauffmann, sposata a Palm Beach il 1º ottobre 1952, nacquero quattro figli. La sua discendenza è la seguente:
- Principe Dimitri Romanovskij-Il'inskij, duca titolare di Holstein-Gottorp (n. Palm Beach, 1º maggio 1954), sposò Martha Murray McDowell il 22 settembre 1979; ha tre figlie:[6]
  - Principessa Catherine Adair Romanovskij-Il'inskij (n. 4 agosto 1981);
  - Principessa Victoria Bayard Romanovskij-Il'inskij (n. 23 novembre 1984);
  - Principessa Lela McDowell Romanovskij-Il'inskij (n. 26 agosto 1986);
- Principessa Paula Maria Romanovskij-Il'inskij (n. Palm Beach, 18 maggio 1956), sposò Mark Comisar il 31 maggio 1980; ha avuto due figli, dei quali il maggiore sopravvive:
  - Alexander Lee Comisar (n. 6 aprile 1983);
  - Makena Anna Comisar (20 novembre 1984 – 1º agosto 2002), morta in un incidente automobilistico.
- Principessa Anna Romanovskij-Il'inskij (n. Palm Beach 4 settembre 1958), sposò in prime nozze Robin de Young il 9 maggio 1980 (divorziarono nel 1990); in seconde nozze sposò David Wise Glossinger il 18 dicembre 1992. Ha avuto due figli da ogni matrimonio:
  - Audrey Emery de Young (n. 1º aprile 1983);
  - Heather Morrison de Young (n. 25 ottobre 1985);
  - Sophia Wise Glossinger (n. 5 maggio 1993);
  - Paul Glossinger (n. 19 settembre 1995);
- Principe Michael Romanovskij-Il'inskij (n. Palm Beach 3 novembre 1959), sposò in prime nozze Marcia Marie Lowe il 7 maggio 1985 (divorziarono nel 1986); sposò in seconde nozze Paula Gay Maier il 2 novembre 1989 (divorziarono nel 1995); si sposò per la terza volta con Lisa Marie Schiesler nel 1999 e divorziò nel 2000. Ha avuto una figlia, nata dal secondo matrimonio:
  - Principessa Alexis Taylor Romanovskij-Il'inskij (n. 21 marzo 1994)

## Ascendenza
|                             |              |                               | Genitori                         |  |  | Nonni |  |  | Bisnonni                |  |  | Trisnonni          |  |
|                             |              |                               |                                  |  |  |       |  |  | Alessandro II di Russia |  |  | Nicola I di Russia |  |
|                             |              |                               |                                  |  |  |       |  |  | Alessandro II di Russia |  |  | Nicola I di Russia |  |
|                             |              | Carlotta di Prussia           |                                  |  |  |       |  |  | Alessandro II di Russia |  |  |                    |  |
| Pavel Aleksandrovič Romanov |              |                               |                                  |  |  |       |  |  | Alessandro II di Russia |  |  |                    |  |
|                             |              | Maria d'Assia-Darmstadt       | Luigi II d'Assia                 |  |  |       |  |  |                         |  |  |                    |  |
|                             |              | Maria d'Assia-Darmstadt       | Luigi II d'Assia                 |  |  |       |  |  |                         |  |  |                    |  |
|                             |              | Maria d'Assia-Darmstadt       | Guglielmina di Baden             |  |  |       |  |  |                         |  |  |                    |  |
| Dmitrij Pavlovič Romanov    |              | Maria d'Assia-Darmstadt       |                                  |  |  |       |  |  |                         |  |  |                    |  |
|                             |              | Giorgio I di Grecia           | Cristiano IX di Danimarca        |  |  |       |  |  |                         |  |  |                    |  |
|                             |              | Giorgio I di Grecia           | Cristiano IX di Danimarca        |  |  |       |  |  |                         |  |  |                    |  |
|                             |              | Giorgio I di Grecia           | Luisa d'Assia-Kassel             |  |  |       |  |  |                         |  |  |                    |  |
| Alessandra di Grecia        |              | Giorgio I di Grecia           |                                  |  |  |       |  |  |                         |  |  |                    |  |
|                             |              | Ol'ga Konstantinovna Romanova | Konstantin Nikolaevič Romanov    |  |  |       |  |  |                         |  |  |                    |  |
|                             |              | Ol'ga Konstantinovna Romanova | Konstantin Nikolaevič Romanov    |  |  |       |  |  |                         |  |  |                    |  |
|                             |              | Ol'ga Konstantinovna Romanova | Alessandra di Sassonia-Altenburg |  |  |       |  |  |                         |  |  |                    |  |
| Paul Ilyinsky               |              | Ol'ga Konstantinovna Romanova |                                  |  |  |       |  |  |                         |  |  |                    |  |
|                             | Thomas Emery | …                             |                                  |  |  |       |  |  |                         |  |  |                    |  |
|                             | Thomas Emery | …                             |                                  |  |  |       |  |  |                         |  |  |                    |  |
|                             | Thomas Emery | …                             |                                  |  |  |       |  |  |                         |  |  |                    |  |
| John Josiah Emery           | Thomas Emery |                               |                                  |  |  |       |  |  |                         |  |  |                    |  |
|                             |              | Kezia Brown                   | …                                |  |  |       |  |  |                         |  |  |                    |  |
|                             |              | Kezia Brown                   | …                                |  |  |       |  |  |                         |  |  |                    |  |
|                             |              | Kezia Brown                   | …                                |  |  |       |  |  |                         |  |  |                    |  |
| Anna Audrey Emery           |              | Kezia Brown                   |                                  |  |  |       |  |  |                         |  |  |                    |  |
|                             |              | Charles Tripler Alexander     | …                                |  |  |       |  |  |                         |  |  |                    |  |
|                             |              | Charles Tripler Alexander     | …                                |  |  |       |  |  |                         |  |  |                    |  |
|                             |              | Charles Tripler Alexander     | …                                |  |  |       |  |  |                         |  |  |                    |  |
| Lela Amelia Alexander       |              | Charles Tripler Alexander     |                                  |  |  |       |  |  |                         |  |  |                    |  |
|                             |              | Julia Barrett                 | …                                |  |  |       |  |  |                         |  |  |                    |  |
|                             |              | Julia Barrett                 | …                                |  |  |       |  |  |                         |  |  |                    |  |
|                             |              | Julia Barrett                 | …                                |  |  |       |  |  |                         |  |  |                    |  |
|                             |              | Julia Barrett                 |                                  |  |  |       |  |  |                         |  |  |                    |  |